# トレセンTIME
トレセンTIME（とれせんたいむ）は、グリーンチャンネルで2007年から2012年まで放送された、競馬に関するテレビ番組。

## 概要
美浦トレーニングセンターと栗東トレーニングセンターから、週末のレースに出走する競走馬の所属厩舎関係者や、騎乗する騎手などへのインタビュー、前週に行われた主要レースの勝ち馬のリポートなどを行う。前身の番組『トレセンリポート』をリニューアルし、2007年1月からスタートした。
『トレセンリポート』では前半30分を美浦から、後半30分を栗東からというように、東西のリポートを完全に分けて放送していた。そのため同じレースに出走する競走馬のリポートであっても、所属するトレーニングセンターが違うと別々の時間に分かれて放送されていた。また、近年の「西高東低」と言われている競走成績の格差により、美浦に所属する競走馬のリポートの分量が大幅に減ってしまい、東西で内容のバランスを欠く状態になっていた。
『トレセンTIME』としてリニューアル後は、地区ごとの構成からレースごとの構成に変更され、1つのレースに出走する競走馬のリポートがまとまって放送されるようになった。また、画面右上の「EAST」「WEST」という表示により、東西どちらからのリポートかが容易にわかるようになっている。
この体裁は2013年に司会者・レポーターを総入れ替えし「トレセンまるごと情報局」として系譜されている。

## 放送時間
2012年12月放送終了時
本放送
- 木曜日 23:00-24:00

再放送
- 金曜日 11:00-12:00、14:00-15:00、18:00-19:00、深夜1:00-2:00
- 土曜日 6:30-7:30

夏の新潟・小倉競馬開催中は番組が休止となり、この間は夏期特別番組が放送される。

## 出演者
美浦トレーニングセンター担当
- 赤見千尋（2010年 -）

栗東トレーニングセンター担当
- 細江純子（2008年 - 、番組全体の進行も担当）

ナレーター
- おだかずあき

### 過去の出演者
- 中村智夏（2007年、栗東担当）
- 坂田裕美（2007年 - 2009年、美浦担当）
- 山本瞳（2008年 - 2009年、栗東担当）

## 主なコーナー
- ウイナーズリポート

前週の重賞レースを勝利した競走馬の関係者に喜びの声を聞く。
- 今週の展望

その週に行われる重賞競走について、細江・赤見のリポートや出走予定馬の調教の様子、関係者へのインタビューを交えて展望する。ここで放映されたインタビューの一部は、その週の「中央競馬全レース中継」内でも、番組宣伝を兼ねて再放映される。
なお、G1レース開催週はそのレースの展望に時間を費やす為、その他の重賞競走については、細江が簡単に見解を述べるに留める事がある。また、重賞競走の数が多い場合は、主要なレースのみ展望し、他は簡潔にまとめる事がある。
- ホース面コレクション

毎回一つの厩舎を選び、そこに所属する競走馬の顔（馬面）を矢継ぎ早に紹介する。案内役として、厩舎所属の調教助手や騎手（まれに調教師本人も）が出演する。
- トピックス

前週に記録された区切りの記録や、イベントの様子を紹介する。区切りの記録については、関係者へのインタビューを交える事がある。
- その他

各パートのCM前には、取材中のオフショットが紹介される。「ホース面コレクション」の後には、紹介した厩舎の所属で今後が期待される競走馬を紹介する。

## テーマ曲
オープニング
- 小さなブリリアント（KAORI.）

ホース面コレクション
- If I Only Knew（恋はメキ・メキ、Tom Jones）

エンディング
- 千年メダル（THE HIGH-LOWS）

## エピソード
- 2007年5月24日に東京優駿（日本ダービー）、12月20日に有馬記念を特集し、RIDE ON 22とトレセンTIMEが合体して2時間の特別番組「RIDE ON TIME」が放送された。
- 2008年4月17日に皐月賞を特集し、元騎手の坂井千明がゲスト解説者として出演した。

## 関連番組
- 今日の調教（今週の調教）
- 参考レース&重賞調教VTR